# Звенигородська міська рада
Звенигоро́дська міська́ ра́да — адміністративно-територіальна одиниця та орган місцевого самоврядування у Звенигородському районі Черкаської області. Адміністративний центр — місто Звенигородка.

## Загальні відомості
Звенигородська міська рада утворена в 1938 році.
- Територія ради: 20,8 км²
- Населення ради: 18 330 осіб (станом на 1 січня 2011 року)
- Територією ради протікає річка Гнилий Тікич

## Населені пункти
Міській раді підпорядковані населені пункти:
- м. Звенигородка

## Склад ради
Рада складається з 30 депутатів та голови.
- Голова ради: Саєнко Олександр Якович
- Секретар ради: Маренич Валерій Леонідович

### Керівний склад попередніх скликань
| Прізвище, ім'я, по батькові | Основні відомості                                                                  | Дата обрання | Дата звільнення |
| --------------------------- | ---------------------------------------------------------------------------------- | ------------ | --------------- |
| Саєнко Олександр Якович     | Міський голова, 1960 року народження, освіта вища, член Партії захисників Вітчизни | 26.03.2006   | 31.10.2010      |
| Саєнко Олександр Якович     | Міський голова, 1960 року народження, освіта вища, член Партії захисників Вітчизни | 31.10.2010   |                 |

Примітка: таблиця складена за даними сайту Верховної Ради України

### Депутати
За результатами місцевих виборів 2010 року депутатами ради стали:

#### За суб'єктами висування
| Суб'єкт висування                                       | Кількість обраних депутатів | %    |
| ------------------------------------------------------- | --------------------------- | ---- |
| Політична партія Всеукраїнське об'єднання «Батьківщина» | 17                          | 56,7 |
| Партія регіонів                                         | 5                           | 16,7 |
| Соціально-екологічна партія «Союз. Чорнобиль. Україна.» | 3                           | 10   |
| Політична партія «Наша Україна»                         | 2                           | 6,7  |
| Партія захисників Вітчизни                              | 1                           | 3,3  |
| Політична партія «Сильна Україна»                       | 1                           | 3,3  |
| Політична партія «Фронт Змін»                           | 1                           | 3,3  |

#### За округами
| № округу                                                | Прізвище, ім'я, по батькові        | Дата визнання обраним | Освіта             | Партійна приналежність                        | Відомості про обраного депутата                                         |
| ------------------------------------------------------- | ---------------------------------- | --------------------- | ------------------ | --------------------------------------------- | ----------------------------------------------------------------------- |
| Партія захисників Вітчизни                              |                                    |                       |                    |                                               |                                                                         |
| б/м                                                     | Неумитий Андрій Володимирович      | 04.11.2010            | вища               | член Партії захисників Вітчизни               | Звенигородське поліграфічне підприємство, оператор комп'ютерної верстки |
| Партія регіонів                                         |                                    |                       |                    |                                               |                                                                         |
| б/м                                                     | Луценко Андрій Миколайович         | 04.11.2010            | вища               | член Партії регіонів                          | фізична особа-підприємець                                               |
| б/м                                                     | Бєліков Володимир Васильович       | 04.11.2010            | середня спеціальна | член Партії регіонів                          | Звенигородська міська рада, група благоустрою, директор                 |
| б/м                                                     | Третяк Микола Борисович            | 04.11.2010            | середня спеціальна | член Партії регіонів                          | тимчасово не працює                                                     |
| 9                                                       | Безух Раїса Вікторівна             | 26.01.2011            | вища               | член Партії регіонів                          | Медичний центр «Святого Пантелеймона», директор                         |
| 13                                                      | Балакірєв Олександр Павлович       | 04.11.2010            | середня            | член Партії регіонів                          | ЦРЛ, водій                                                              |
| Політична партія Всеукраїнське об'єднання «Батьківщина» |                                    |                       |                    |                                               |                                                                         |
| б/м                                                     | Карп'юк Василь Семенович           | 04.11.2010            | вища               | позапартійний                                 | Парафія Вознесіння Господнього, настоятель                              |
| б/м                                                     | Козюра Василь Володимирович        | 04.11.2010            | вища               | член Всеукраїнського об'єднання «Батьківщина» | Дитячо-юнацька спортивна школа, тренер                                  |
| б/м                                                     | Лисенко Валентин Іванович          | 04.11.2010            | вища               | член Всеукраїнського об'єднання «Батьківщина» | ВАТ АТП-17108, водій                                                    |
| б/м                                                     | Винарський Сергій Васильович       | 04.11.2010            | вища               | член Всеукраїнського об'єднання «Батьківщина» | приватний підприємець                                                   |
| б/м                                                     | Іванченко В'ячеслав Євдокимович    | 04.11.2010            | вища               | член Всеукраїнського об'єднання «Батьківщина» | приватний підприємець                                                   |
| б/м                                                     | Стовповенко Віра Михайлівна        | 04.11.2010            | вища               | член Всеукраїнського об'єднання «Батьківщина» | пенсіонер                                                               |
| 1                                                       | Щербина Сергій Володимирович       | 04.11.2010            | вища               | позапартійний                                 | приватний підприємець                                                   |
| 2                                                       | Головатюк Валерій Іванович         | 04.11.2010            | вища               | член Всеукраїнського об'єднання «Батьківщина» | приватний підприємець                                                   |
| 4                                                       | Бараненко Людмила Олександрівна    | 04.11.2010            | вища               | позапартійна                                  | загальноосвітня школа № 2, вчитель                                      |
| 5                                                       | Ткаченко Надія Іванівна            | 04.11.2010            | вища               | позапартійна                                  | загальноосвітня школа ім. Т. Г. Шевченка, вчитель                       |
| 6                                                       | Маренич Валерій Леонідович         | 04.11.2010            | вища               | член Всеукраїнського об'єднання «Батьківщина» | приватний підприємець                                                   |
| 7                                                       | Калюжний Сергій Іванович           | 04.11.2010            | вища               | позапартійний                                 | загальноосвітня школа № 3, завуч                                        |
| 8                                                       | Кобець Іван Іванович               | 04.11.2010            | середня            | позапартійний                                 | приватний підприємець                                                   |
| 10                                                      | Тюпа Дмитро Михайлович             | 04.11.2010            | вища               | член Всеукраїнського об'єднання «Батьківщина» | Вільхівецька лікарня, лікар-стоматолог                                  |
| 11                                                      | Трофімов Ілля Миронович            | 04.11.2010            | середня            | член Всеукраїнського об'єднання «Батьківщина» | пенсіонер                                                               |
| 14                                                      | Ткаченко Лариса Олександрівна      | 04.11.2010            | вища               | член Всеукраїнського об'єднання «Батьківщина» | Філія Східноєвропейського університету, викладач                        |
| 15                                                      | Лисогор Юрій Васильович            | 04.11.2010            | середня            | член Всеукраїнського об'єднання «Батьківщина» | приватний підприємець                                                   |
| Політична партія «Наша Україна»                         |                                    |                       |                    |                                               |                                                                         |
| б/м                                                     | Лячинський Станіслав Станіславович | 04.11.2010            | вища               | член Політичної партії «Наша Україна»         | Звенигородський краєзнавчий музей, науковий співробітник                |
| б/м                                                     | Загородній Віктор Васильович       | 04.11.2010            | вища               | член Політичної партії «Наша Україна»         | Звенигородське житлово-комунальне господарство, директор                |
| Політична партія «Сильна Україна»                       |                                    |                       |                    |                                               |                                                                         |
| б/м                                                     | Школьна Людмила Іванівна           | 04.11.2010            | вища               | член Політичної партії «Сильна Україна»       | Філія — Звенигородське відділення № 2970 «Ощадбанк», керуюча філії      |
| Політична партія «Фронт Змін»                           |                                    |                       |                    |                                               |                                                                         |
| 12                                                      | Бовтуленко Сергій Олександрович    | 04.11.2010            | середня            | член Політичної партії «Фронт Змін»           | приватний підприємець                                                   |
| Соціально-екологічна партія «Союз. Чорнобиль. Україна.» |                                    |                       |                    |                                               |                                                                         |
| б/м                                                     | Бондарчук Броніслав Пафнутійович   | 04.11.2010            | вища               | позапартійний                                 | Звенигородський центр соціальної реабілітації дітей інвалідів, директор |
| б/м                                                     | Каюк Володимир Сергійович          | 04.11.2010            | вища               | позапартійний                                 | Звенигородська загальноосвітня школа № 4, вчитель                       |
| 3                                                       | Андріуца Анатолій Григорович       | 04.11.2010            | вища               | позапартійний                                 | Звенигородська ЦРЛ, лікар                                               |